# Алексидзе, Александр Дмитриевич
Александр Дмитриевич Алексидзе — советский хозяйственный, государственный и политический деятель, доктор филологических наук, профессор.

## Биография
Родился в 1937 году. Член КПСС с 1961 года.
С 1963 года — на хозяйственной, общественной и политической работе. В 1963—1991 гг. — преподаватель, доцент, секретарь комитета комсомола
Тбилисского государственного университет, лектор и преподаватель курсов по истории культуры народов СССР и грузинской цивилизации во Франции,
преподаватель грузинского языка в Страссбургском университете, секретарь парткома Тбилисского государственного университета, ректор Тбилисского института иностранных языков им. И. Чавчавадзе, заведующий отделом ЦК КП Грузии, председатель Грузинского комитета защиты мира.
Избирался депутатом Верховного Совета Грузинской ССР 9-го и 10-го созывов.
Умер в Тбилиси в 1991 году.